# Condado de Franklin (Virgínia)
O Condado de Franklin é um dos 95 condados do estado americano de Virgínia. A sede do condado é Rocky Mount, e sua maior cidade é Rocky Mount. O condado possui uma área de 1 873 km² (dos quais 50 km² estão cobertos por água), uma população de 47 286 habitantes, e uma densidade populacional de 26 hab/km² (segundo o censo nacional de 2000). O condado foi fundado em 1785.